# درسا درخشاني
درسا درخشاني (مواليد 15 أبريل 1998) (بالفارسية: درسا درخشانی) لاعبة شطرنج إيرانية، أصبحت تُمثل الولايات المتحدة منذ سبتمبر 2017. سبق لها أن فازت بلقب الفيدرالية الدولية للشطرنج، فئة السيدات عام 2016.

## مسيرتها
انضمت درخشاني إلى صفوف المنتخب الأميركي للشطرنج بعدما مُنعت من اللعب في صفوف المنتخب الإيراني لرفضها ارتداء الحجاب، وذلك وفق ما نقلته وسائل إعلام إيرانية.
وقالت وكالة الأنباء الإيرانية الشبه الرسمية «إسنا» إن اللاعبة درسا درخشاني التي رفضت ارتداء الحجاب في مسابقة دولية للشطرنج أقيمت في جبل طارق، انضمت إلى المنتخب الوطني الأميركي.
وتحظر إيران على السيدات الظهور في الحياة العامة دون ارتداء الحجاب، منذ قيام الثورة الإسلامية عام 1979.

## روابط خارجية
- درسا درخشاني على موقع الاتحاد الدولي للشطرنج (الإنجليزية)
- درسا درخشاني على موقع مباريات الشطرنج (الإنجليزية)
- درسا درخشاني على موقع 365Chess.com (الإنجليزية)
- درسا درخشاني على موقع Chesstempo.com (الإنجليزية)
- درسا درخشاني على موقع الاتحاد الأمريكي للشطرنج (الإنجليزية)